# 新海覚雄
新海 覚雄（しんかい かくお、1904年12月2日 - 1968年8月10日）は、日本の画家。
彫刻家の新海竹太郎の長男として東京で生まれた。平成時代に入って再評価されており、東京国立近代美術館に「老船長」（1933年）が、板橋区立美術館に「貯蓄報国」（1943年）「龍を持つ婦人像」（1954年）他が所蔵されている。墓所は多磨霊園。

## 経歴
- 1904年、東京府東京市本郷区弥生町（現・東京都文京区弥生）生まれ[1]。
- 1919年、郁文館中学校を卒業後[1]、川端画学校で藤島武二、太平洋画会研究所で石井柏亭に学ぶ[3][1]。
- 1922年、太平洋画会賞。同会会員[3]。
- 1925年、中央美術展に入選する。同年末より二科展に出品[3]。
- 1928年以降、3年連続で協会展に入選。
- 1946年、芸術家団体一水会会員となる。
- 1948年、日本美術会入会。
- 1950年2月、日本美術会の機関誌『BBBB.』に「人民の画家ケーテ・コルヴィッツ」を執筆。同年、槙本楠郎『コロポックル物語』（泰光堂）の挿絵を描く。
- 1951年-1954年、日本アンデパンダン展に出品。
- 1953年3月、日本美術会の事務局長となる（翌年まで）。委員長は井上長三郎が務めた[4]。
- 1954年、関英雄等編『お話動物園. 4年生』（泰光堂）の挿絵を描いた。
- 1956年7月、『新日本文学』に「リアリズム美術の方法意識」を発表。
- 1950年代後半より、原水爆禁止運動や砂川闘争をモチーフにしたリトグラフの作品を発表[1]。
- 1968年、心不全のため死去[1]。

## 著書
- 『ケーテ・コルヴィッツ』（八月書房、1950年）